# Bettina (película)
Bettina es una película en blanco y negro de Argentina dirigida por Rubén W. Cavallotti sobre el guion de Joe Makia y Diego Santillán, según la obra de teatro de Joe Makia, que se estrenó el 27 de febrero de 1964 y tuvo como protagonistas a Nora Cárpena, Enzo Viena, Sabina Olmos y Santiago Gómez Cou. Algunas escenas fueron filmadas en el desaparecido Pasaje Seaver.

## Sinopsis
La hija de una familia burguesa es seducida, embarazada y arrastrada a un sórdido ambiente.

## Reparto
Participaron del filme los siguientes intérpretes:
- Nora Cárpena
- Enzo Viena
- Sabina Olmos
- Santiago Gómez Cou
- Marty Cosens
- Orestes Soriani

## Comentarios
Clarín señaló del filme:

”Una actriz debutante, Nora Cárpena, en su rostro nuevo, de suave belleza y muy comunicativo.”

La Prensa opinó:

”Es una lástima que el director Rubén Cavallotti…esté mezclado en un asunto tan poco recomendable.”

Por su parte, Manrupe y Portela escriben:

”Paso en falso del director con una historia floja y una protagonista novel.”